# Gradoli
Gradoli (Gràdëlë in dialetto locale) è un comune italiano di 1 221 abitanti della provincia di Viterbo nel Lazio, posto sulle colline nord-occidentali del lago di Bolsena.
È terra di produzione del vino DOC Aleatico di Gradoli, dell'Aleatico di Gradoli Liquoroso e dell'Aleatico di Gradoli liquoroso riserva. Vi si trova un celebre Palazzo Farnese, realizzato dall'architetto Antonio da Sangallo il Giovane.

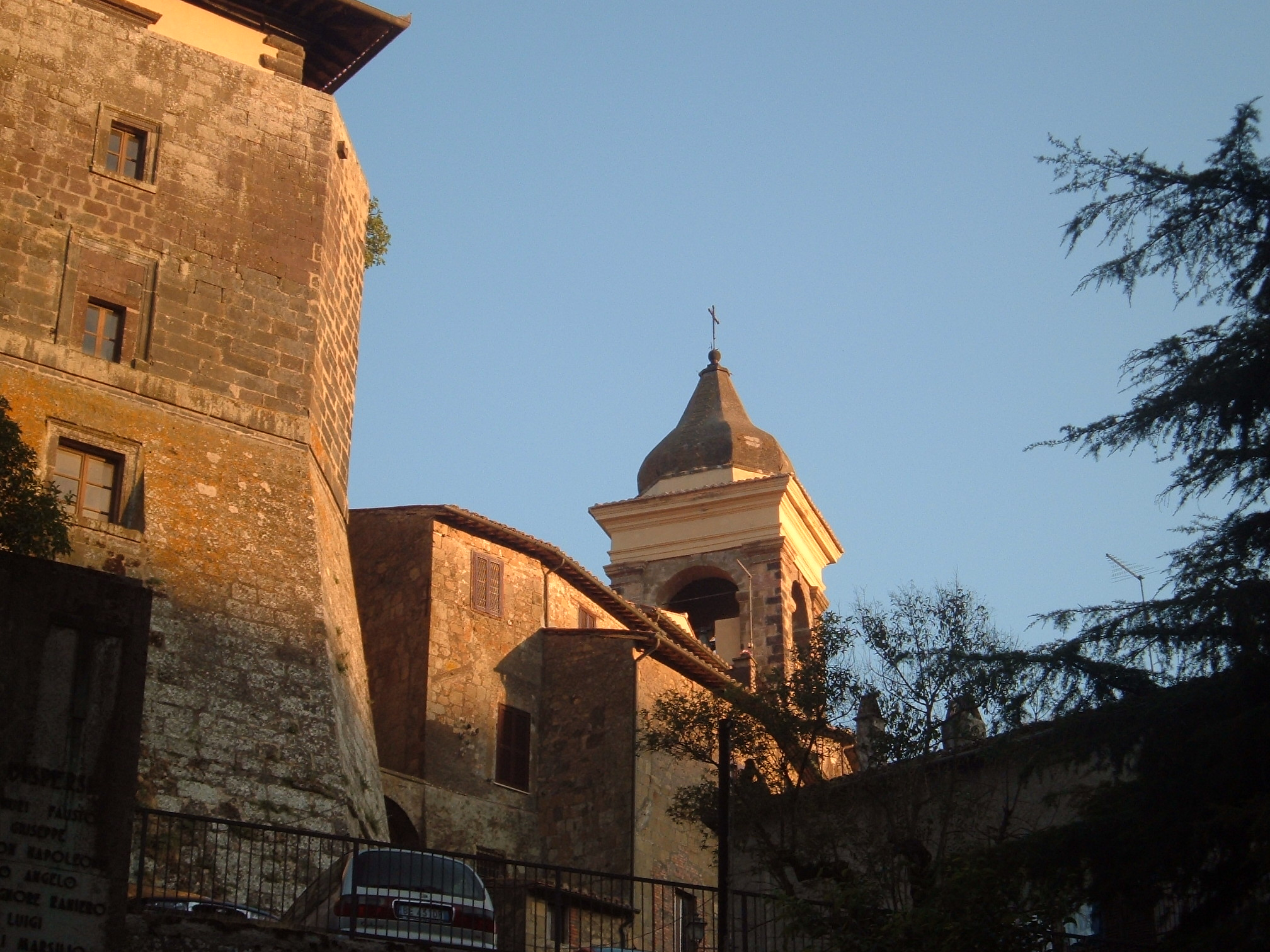
Palazzo Farnese e il campanile di Santa Maria Maddalena al tramonto

## Geografia fisica

### Territorio
Gradoli, sorge su una collina tufacea nel cuore della catena dei Monti Volsini, circondata per due terzi dal torrente del Fosso Rigo. Il paese si trova a pochi chilometri dal lago di Bolsena, e al suo territorio appartengono 11 km di spiaggia sulle sue rive. Il territorio comunale consiste in ripide colline e in profonde vallate, coltivate a viti e ulivi, in prossimità del lago.

### Clima
Classificazione climatica: zona E, 2254 GR/G

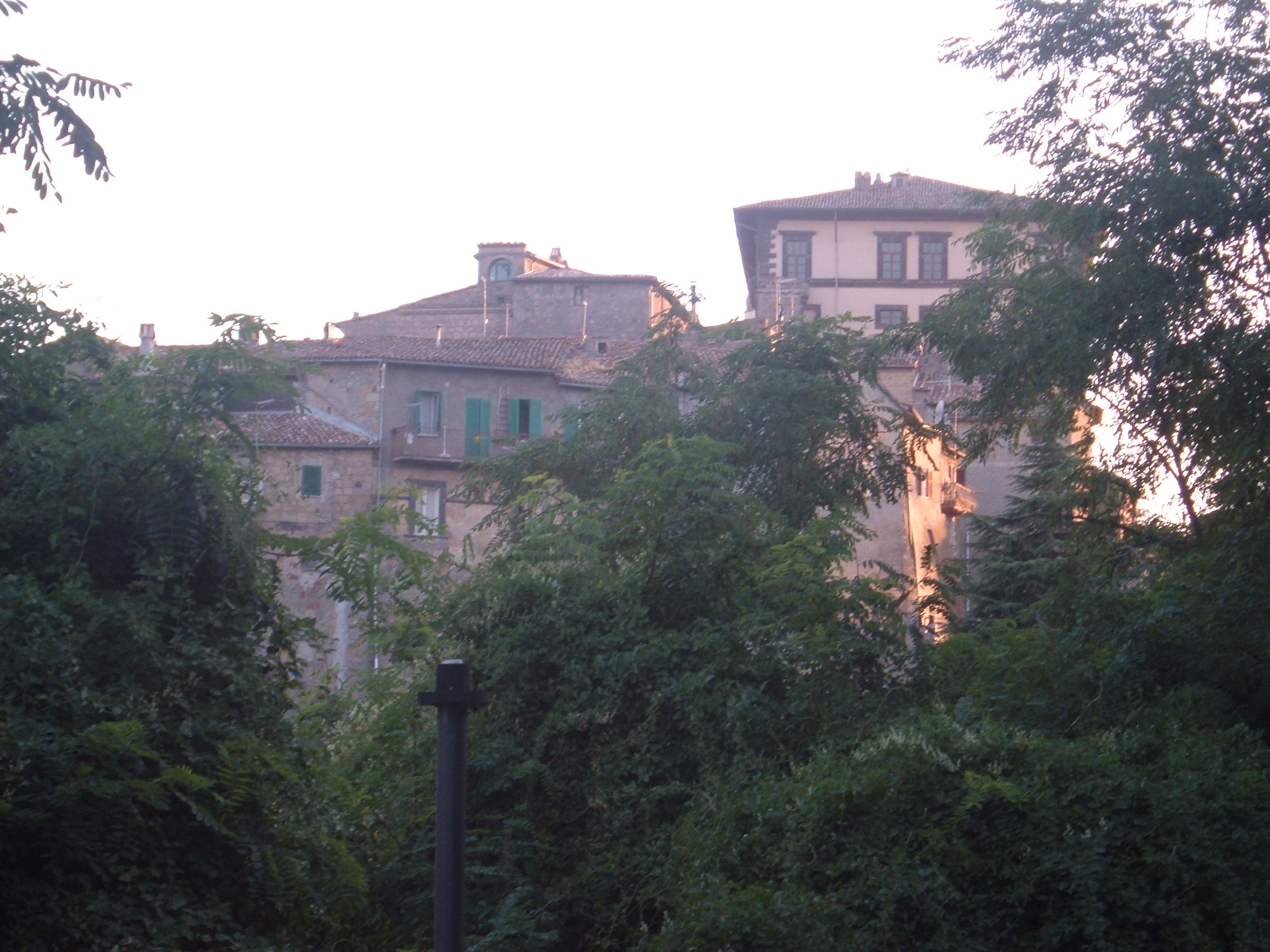
Il centro storico di Gradoli

## Storia

### Età antica e medioevo
Nel territorio sono stati rinvenuti numerosi resti di tombe etrusche nonché una sontuosa villa di epoca repubblicana (di cui è emerso il ninfeo) sulle rive del lago. L'area era probabilmente sotto l'influenza delle città di Visentum e della Civita di Grotte di Castro.
Le origini di Gradoli risalgono al Medioevo quando nell'attuale "Pergola" fu costruito un imponente castello, la cui entrata poteva essere raggiunta solo attraverso una ripida scala (in latino "gradus"), da cui deriverebbe il nome del paese. Del castello, rimangono poche tracce: una torre difensiva rotonda, oggi inglobata in una casa privata, l'arco d'ingresso, parte delle mura. Il fossato che circondava il paese è stato modificato e trasformato in strade e piazze cittadine ma è ancora visibile la forma.
Il primo atto in cui si nomina il Castrum Gradolorum risale al 1113: era una delle proprietà che furono donate da Matilde di Canossa al Papato.
Nel 1118 il clero del castello partecipò al concilio della Val di Lago tenuto dal vescovo di Orvieto Guglielmo e nel 1157 il castello fu ampliato da papa Adriano IV.
Nel secolo successivo cadde, insieme all'intero circondario, sotto il dominio di Orvieto. Nel 1265 una rivolta popolare scacciò gli orvietani e riportò il paese sotto il governo della Santa Sede. Poco anni dovette di nuovo ritornare sotto Orvieto. Infine nel 1296 un accordo fra il Papato e Orvieto stabilì che i podestà dei comuni del Lago dovessero essere nominati alternativamente un anno dalla Santa Sede e un anno dalla città umbra. L'accordo non fu accettato dagli abitanti di Gradoli e Latera che nel 1297 si ribellarono ai messi inviati da Orvieto. Orvieto reagì inviando truppe e piegò la resistenza dei piccoli villaggi.
Nel 1328 fu saccheggiata da Ludovico il Bavaro. Nel 1353 tornò stabilmente sotto il dominio del Papa.

### Il Rinascimento
Nel 1410 divenne feudo della famiglia Orsini, nel 1425 ai Conti e nel 1445 Eugenio IV nominò feudatari i Farnese per tre generazioni e nel 1505 passò in vicariato perpetuo sempre ai Farnese.
Il cardinale Alessandro Farnese, poi papa Paolo III, elesse Gradoli a sua residenza estiva, fece abbattere le rovine dell'antico castello e vi costruì una sua residenza personale (Palazzo Farnese di Gradoli). Lo sviluppo economico attirò una piccola comunità di ebrei che si insediarono fuori dalle mura, in una località che ancor oggi porta il nome di Ghetto (nei dintorni dell'attuale Monumento ai Caduti).
Nel 1534 entrò nei territori del ducato di Castro, lo stato personale dei Farnese. Nel 1649, dopo la distruzione della città di Castro, tornò allo Stato Pontificio.

### Ottocento e Novecento
Nel 1871 entrò nel Regno d'Italia.
Nel 1911 l'amministrazione comunale acquistò la chiesa di San Magno e la circostante macchia dall'Ordine dei Cavalieri di Malta.
Nel 1922 Benedetto XV restituì Palazzo Farnese alla comunità di Gradoli.

#### Il caso Moro
Il 2 aprile 1978, nei giorni del sequestro di Aldo Moro, Gradoli venne indicato come luogo di prigionia dello statista democristiano. Il futuro premier Romano Prodi, allora semplice docente universitario, riferì di aver preso parte ad una seduta spiritica insieme ad alcuni amici e colleghi (fra questi l'economista e futuro senatore Mario Baldassari e il professor Alberto Clò). La seduta, nella quale sarebbero stati evocati gli spiriti di Giorgio La Pira e Luigi Sturzo, avvenne al termine di un pranzo in una villa nelle campagne bolognesi e il gioco del piattino avrebbe rivelato che appunto le Brigate Rosse avevano nascosto Moro a Gradoli.
Secondo quanto noto all'epoca, e pubblicato ampiamente su tutta la stampa, Romano Prodi si recò dai magistrati che indagavano sul caso passando loro questa informazione. L'episodio non è stato mai chiarito, ma vi è chi ritiene che si trattò assai probabilmente di un espediente per occultare la vera fonte.
Il 4 aprile Prodi si recò a Roma e riferì la notizia al capo ufficio stampa del segretario della Democrazia Cristiana, Benigno Zaccagnini, il quale girò la voce a Luigi Zanda, capo di gabinetto del Ministero dell'Interno. La mattina del 6 aprile, le forze dell'ordine effettuarono un blitz a Gradoli: le vie d'accesso al paese furono bloccate e vennero perquisiti delle case coloniche nelle campagne del paese.
Successivamente si scoprì in via Gradoli a Roma, nel quartiere della Tomba di Nerone, un covo delle Brigate Rosse, covo che ospitava Mario Moretti. La reale origine dell'informazione appresa da Prodi e dagli altri partecipanti alla seduta spiritica è ancora oggi controversa.

## Monumenti e luoghi d'interesse

### Architetture religiose

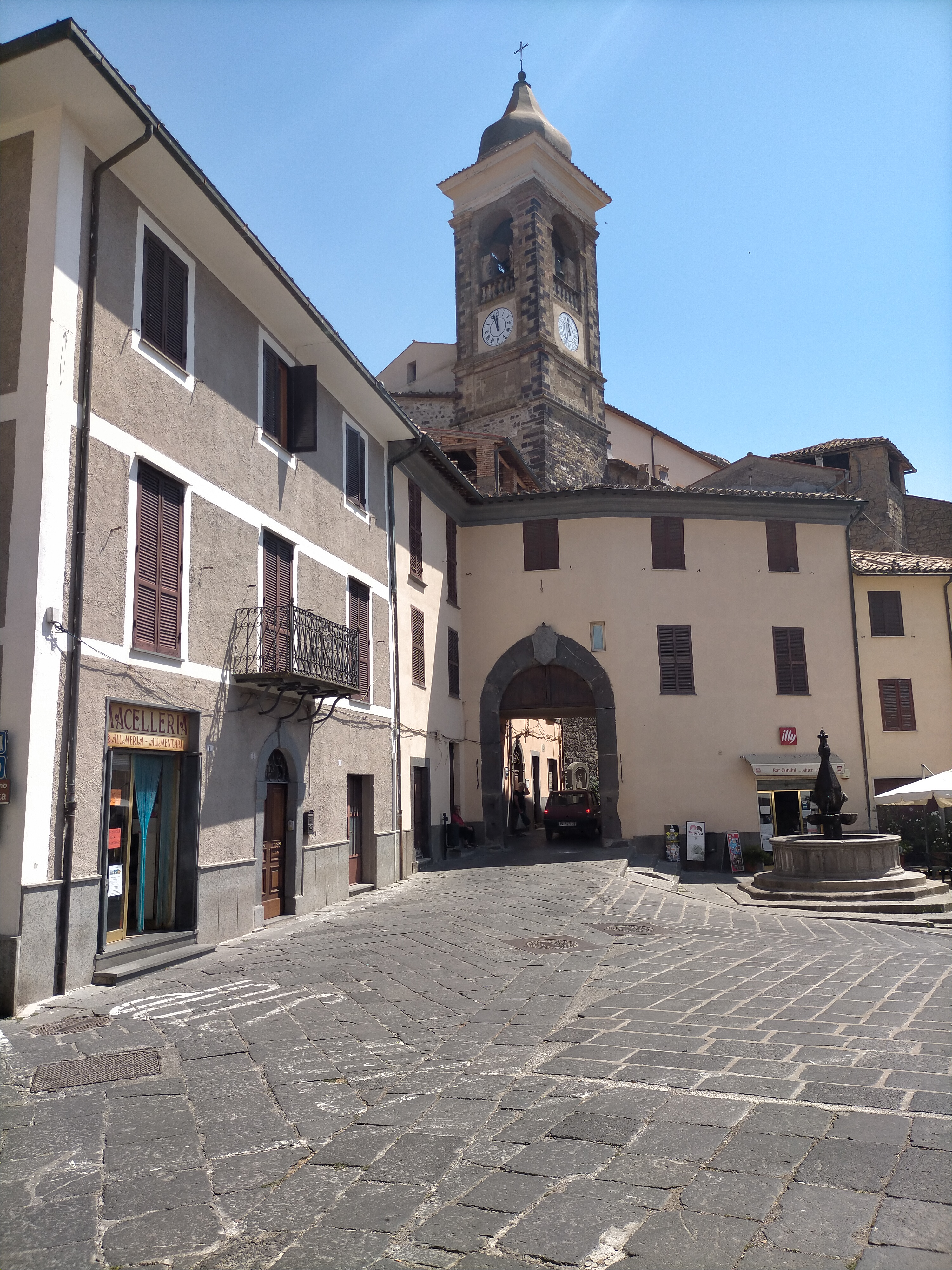
La piazza principale di Gradoli con l'arco d'ingresso al borgo medievale

- La piazza principale di Gradoli con l'arco d'ingresso al borgo medievaleLa chiesa collegiata di Santa Maria Maddalena, viene citata per la prima volta in un documento del XII secolo, fu ampliata nel 1440. Distrutta da un incendio alla fine del XVIII secolo, fu ricostruita in forme barocche e consacrata il 28 aprile 1708 dal cardinale Marco Antonio Barbarigo, vescovo di Montefiascone.
- La chiesa di San Michele Arcangelo, detta Sant'Angelo o chiesa dell'Angelo, è la più antica del paese. Citata già nel 1118 in alcuni documenti, si suppone abbia origini longobarde e che sia stata la prima parrocchia del paese. Conserva al suo interno affreschi di scuola senese della prima metà del XV secolo.
- La chiesa di San Pietro in Vinculis, detta della Madonna, fu a lungo chiesa rurale sorgendo poco fuori le mura del borgo medievale. Oggi inglobata nel centro urbano, è stata rimaneggiata nel XVIII secolo quando perse la forma a croce latina e gli altari laterali.
- La chiesa di San Magno si trova sulle rive del lago di Bolsena. Fu costruita nel XV secolo dall'Ordine dei Cavalieri di Malta, proprietario dell'antica macchia circostante, sul luogo dove secondo una tradizione locale, fu martirizzato il santo. Realizzata in tufo locale, ha subito pesanti danneggiamenti nel corso dei secoli. Conserva parziali resti di affreschi raffiguranti l'Angelo Custode e San Magno e un campanile a vela. Gode inoltre di un privilegio particolare: il 19 agosto di ogni anno, chi partecipa alla Messa celebrata nella chiesa, può lucrare l'indulgenza plenaria, concessa da Papa Benedetto XIV nel 1774. Dal 1908 appartiene al Comune di Gradoli.
- La chiesa di San Vittore sorge su un colle, in direzione Latera. La costruzione sarebbe legata ad un fatto miracoloso: San Vittore avrebbe nascosto Gradoli nella nebbia impedendo così ai Saraceni di saccheggiare e distruggere il paese. La chiesa conservò a lungo un dipinto della Madonna delle Grazie, detta Madonna di San Vittore, particolarmente venerata dal popolo, e oggi ospitato nella chiesa di Santa Maria Maddalena. Rinvenimenti archeologici rinvenuti intorno alla chiesa hanno confermato l'ipotesi che l'edificio sia sorto su antichi resti romani, lungo l'antica strada che univa le città etrusche di Bisenzio e Sovana.
- All'interno delle mura si trovavano anche la chiesa di San Giovanni Decollato e la chiesa della Pietà. Oggi sconsacrate, sono diventate case private pur conservando la forma della facciata.
- Lungo le antiche strade di campagna che uniscono Gradoli al lago sorgono numerose piccole chiese, alcune delle quali oggi sconsacrate o distrutte, altri invece ancora attive anche se aperte solo pochi giorni l'anno: la chiesa di Sant'Egidio, la chiesa di Sant'Antonio Abate (risalente al XVII secolo ma l'edificio attuale fu ricostruito e riaperto al culto nel 1909), la Madonna della Quercia (in memoria di un presunto miracolo avvenuto nel XVI secolo, l'edificio attualmente visibile è di inizio Ottocento) la cappellina del SS Crocefisso (in località Ferro di Cavallo, ricostruita nel 2018 dopo il crollo della precedente struttura). Sono invece scomparse la chiesa di San Martino, la chiesa della Madonna delle Pietrelle e la chiesa della Madonna della Paura.
- A poca distanza dal centro abitato sorgeva  la chiesa dell'Annunziata con l'annesso convento francescano attivo nel XVI e nel XVII secolo.[10]  In seguito alla chiusura del convento la chiesa fu abbandonata e distrutta. Ancora citata nel Catasto Gregoriano del 1835, sulle rovine della chiesa sorse in seguito il cimitero comunale[11]. Un crocifisso ligneo, considerato miracoloso, è attualmente conservato nella chiesa di Santa Maria Maddalena.

### Architetture civili

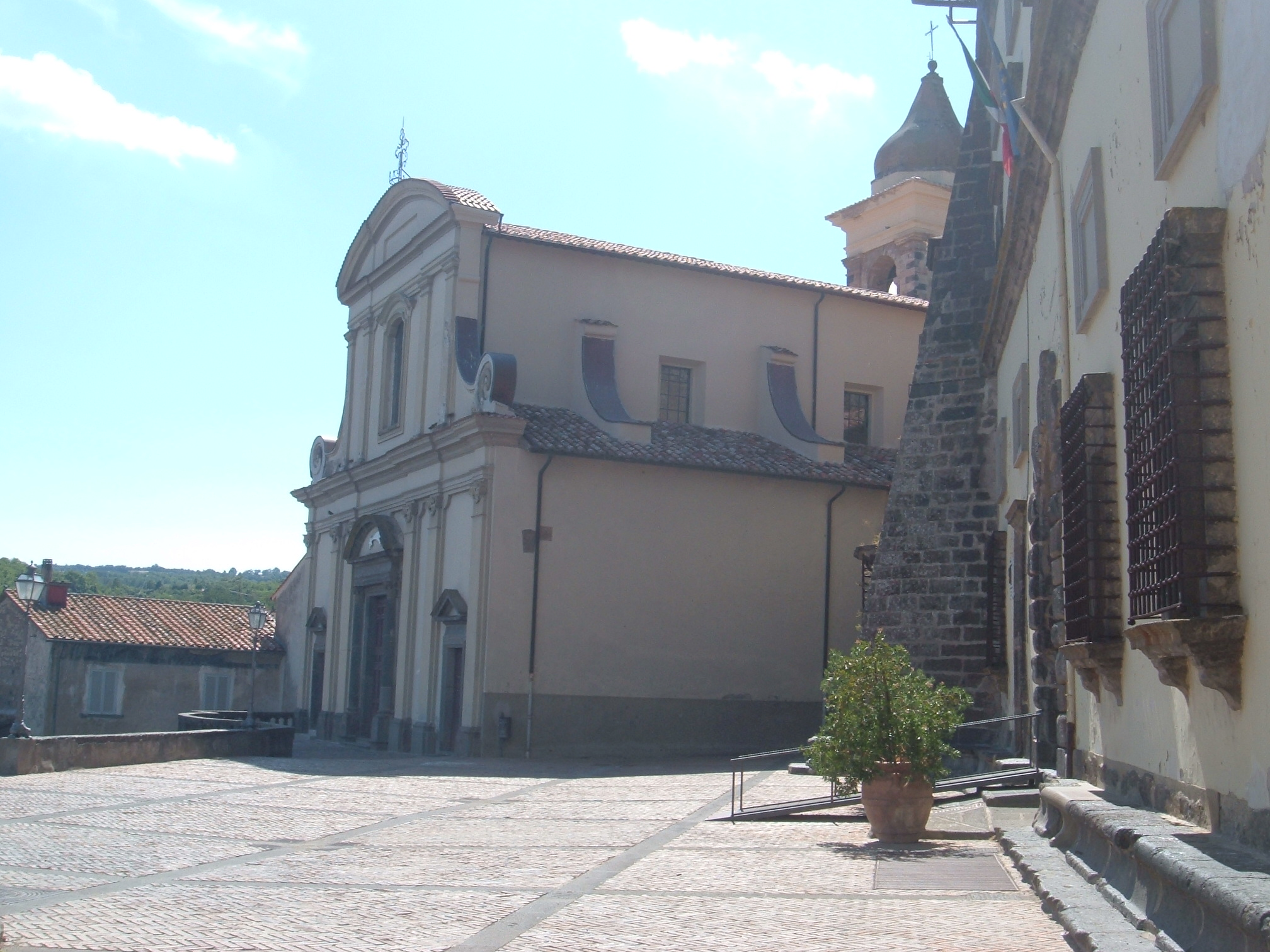
La chiesa di Santa Maria Maddalena e a lato Palazzo Farnese

- La chiesa di Santa Maria Maddalena e a lato Palazzo FarneseIl principale monumento cittadino è il Palazzo Farnese, imponente costruzione cinquecentesca che domina l'intero paese, progettata da Antonio da Sangallo il Giovane come residenza estiva di papa Paolo III e dei Costume Farnesiano, interessante raccolta di abiti, armi, utensili rinascimentali e il "Centro Nazionale di Studi sulla Famiglia Farnese". Il 30 gennaio 2017 è stato inaugurato in un locale del Palazzo, il Teatro Comunale "Alessandro Farnese",

## Società

### Evoluzione demografica
Abitanti censiti

### Tradizioni e folclore

#### Pranzo del Purgatorio
Il Martedì grasso, accanto ai costumi colorati e ai festeggiamenti del Carnevale, per le vie del paese, passa un gruppo di persone, vestite di marrone con un lungo cappuccio viola e per questo note come Incappucciati. Sono membri della "Fratellanza del Purgatorio" e il loro passaggio nelle strade di Gradoli, vuole ricordare a tutti che il Carnevale sta finendo e sta per iniziare il periodo di digiuno e penitenza della Quaresima. Gli Incappucciati, bussano alle porte delle case e raccolgono libere offerte, soprattutto prodotti agricoli-salsicce, prosciutti, olive, vino, salami, formaggi-che vengono poi messi all'asta nella piazza del paese. Il ricavato, viene usato, per finanziare l'indomani-Mercoledì delle Ceneri-il Pranzo del Purgatorio, un pranzo di cibi rigorosamente magri, per pregare la misericordia divina per le anime del Purgatorio. Il Pranzo del Purgatorio, viene cucinato dai membri della Fratellenza, tutti uomini, (le donne possono partecipare alla mensa solo dagli anni cinquanta) e prevede un menù che risale al XVI secolo: pesce di lago, olio delle colline di Gradoli e i tipici fagioli locali detti appunto "del Purgatorio".
Le origini del Pranzo del Purgatorio risalgono al Trecento per ricordare i caduti di una rivolta contro le pesanti vessazioni imposte dal Papato. È poi ricordato in una cronaca del 1560 redatta da frate Corrado D'Arco, il primo a riferire che il Pranzo si tiene il mercoledì delle Ceneri con piatti a base di legumi e pesce di lago.
Sono note solo quattro interruzioni della tradizione: nel 1810 per protesta contro l'esilio di Papa Pio VII voluto da Napoleone, nel 1944 per gli eventi bellici della Seconda guerra mondiale, dal 2020 al 2022 per la pandemia di Covid.

#### Le tentavecchie
Un'altra tradizione è quella delle "Tentavecchie". La notte del 3, 4 e del 5 gennaio, gruppi di bambini, ragazzi e anche grandi, sfilano per le vie del paese, facendo un fracasso assordante con l'uso di strumenti bizzarri e popolari, come coperchi, pentole, mestoli, padelle, trombette, campanacci, corni.
L'origine di questa tradizione è sconosciuta: seconda una diffusa leggenda popolare, le "Tentavecchie" con il loro fracasso, intendono svegliare la vecchia Befana e ricordarle di portare i doni ai bambini. Altri inseriscono le Tentavecchie nei riti pagani della terra e che precedono il solstizio d'inverno. Un'altra voce, risale alle radici cristiane del popolo e vuole che le Tentavecchie con il loro rumore, vogliono coprire il pianto di Gesù Bambino ed evitare che Erode riesca a trovarlo. Un'ultima ipotesi, infine, vuole che le "Tentavecchie" servino a scacciare gli spiriti maligni tra cui le streghe.

## Economia
Di seguito la tabella storica elaborata dall'Istat a tema Unità locali, intesa come numero di imprese attive, ed addetti, intesi come numero addetti delle unità locali delle imprese attive (valori medi annui).
|         | 2015                  |                              |                            |                |                       |                     | 2014                  |                | 2013                  |                |
| ------- | --------------------- | ---------------------------- | -------------------------- | -------------- | --------------------- | ------------------- | --------------------- | -------------- | --------------------- | -------------- |
|         | Numero imprese attive | % Provinciale Imprese attive | % Regionale Imprese attive | Numero addetti | % Provinciale Addetti | % Regionale Addetti | Numero imprese attive | Numero addetti | Numero imprese attive | Numero addetti |
| Gradoli | 92                    | 0,39%                        | 0,02%                      | 177            | 0,3%                  | 0,01%               | 98                    | 181            | 100                   | 189            |
| Viterbo | 23.371                |                              | 5,13%                      | 59.399         |                       | 3,86%               | 23.658                | 59.741         | 24.131                | 61.493         |
| Lazio   | 455.591               |                              |                            | 1.539.359      |                       |                     | 457.686               | 1.510.459      | 464.094               | 1.525.471      |

Nel 2015 le 92 imprese operanti nel territorio comunale, che rappresentavano lo 0,39% del totale provinciale (23.371 imprese attive), hanno occupato 177 addetti, lo 0,3% del dato provinciale (59.399 addetti); in media, ogni impresa nel 2015 ha occupato poco meno di due persone (1,92).

### Agricoltura
La Cantina Oleificio Sociale di Gradoli è una società cooperativa fondata nel 1929 ed opera dunque da più di 75 anni nel panorama agricolo dall'Alta Tuscia, giungendo ad accogliere soci anche dalla vicina Toscana. Dal punto di vista agronomico la zona, per le sue caratteristiche pedologiche e climatiche, è da considerare a pieno titolo adatta per la coltivazione della vite e dell'olivo e più in generale per tutte quelle coltivazioni (come la patata e i legumi) che si giovano dei terreni vulcanici ricchi di potassio. A titolo di prova servano le numerose attestazioni e i premi ottenuti nel corso degli anni dai prodotti locali sia a livello nazionale che internazionale.
Sono prodotti tipici di Gradoli:
- Fagiolo del Purgatorio di Gradoli
- Aleatico di Gradoli vino rosso D.O.C. da dessert
- Greghetto vino rosso D.O.C.[senza fonte]

## Infrastrutture e trasporti
Il territorio comunale e lo stesso centro abitato è attraversato dalla strada statale 489 che unisce la Cassia alla strada statale 74 Maremmana. 
Nel suo territorio, in località Cantoniera, ha inizio la strada statale Castrense che unisce il lago di Bolsena al mar Tirreno. 
La strada provinciale 114 "del lago" unisce Gradoli a Capodimonte passando lungo la costa settentrionale e occidentale del lago.

## Amministrazione
Nel 1927, a seguito del riordino delle circoscrizioni provinciali stabilito dal regio decreto n. 1 del 2 gennaio 1927, per volontà del governo fascista, quando venne istituita la provincia di Viterbo, Gradoli passò dalla provincia di Roma a quella di Viterbo.
Regno d'Italia
| Periodo | Periodo | Primo cittadino      | Partito                    | Carica                  | Note             |
| ------- | ------- | -------------------- | -------------------------- | ----------------------- | ---------------- |
| 1875    | 1878    | Pietro Galeotti      |                            | Sindaco                 |                  |
| 1878    | 1889    | Giambattista Ferrata |                            | Sindaco                 |                  |
| 1889    | 1891    | Carlo Galeotti       |                            | Sindaco                 |                  |
| 1891    | 1896    | Angelo Ovidi         |                            | Sindaco                 |                  |
| 1896    | 1899    | Luigi Manni          |                            | Sindaco                 |                  |
| 1899    | 1905    | Carlo Galeotti       |                            | Sindaco                 |                  |
| 1905    | 1907    | Francesco Strivella  |                            | Sindaco                 |                  |
| 1907    | 1909    | Luigi Manni          |                            | Sindaco                 |                  |
| 1909    | 1910    | Francesco Strivella  |                            | Sindaco                 |                  |
| 1910    | 1911    | Alberto Manni        |                            | Sindaco                 |                  |
| 1911    | 1915    | Alberto Ferrata      |                            | Sindaco                 |                  |
| 1915    | 1920    | Giuseppe Muzi        |                            | Sindaco                 |                  |
| 1920    | 1925    | Ugo Ciuchini         |                            | Sindaco                 |                  |
| 1925    | 1933    | Filippo Iacopini     | Partito Nazionale Fascista | Podestà                 |                  |
| 1933    | 1935    | Pietro Manni         | Partito Nazionale Fascista | Podestà                 |                  |
| 1935    | 1941    | Alberto Manni        | Partito Nazionale Fascista | Podestà                 |                  |
| 1941    | 1943    | Armando Natali       |                            | Commissario prefettizio |                  |
| 1943    | 1944    | Ulderico Galeotti    | Partito Nazionale Fascista | Podestà                 |                  |
| 1944    | 1946    | Adolfo Tomassi       |                            | Sindaco                 | nominato dal CNL |

Repubblica italiana
| Periodo | Periodo   | Primo cittadino         | Partito                        | Carica  | Note |
| ------- | --------- | ----------------------- | ------------------------------ | ------- | ---- |
| 1946    | 1949      | Giovan Tommaso Galeotti |                                | Sindaco |      |
| 1949    | 1956      | Pietro Chiavarelli      | Democrazia Cristiana           | Sindaco |      |
| 1956    | 1964      | Flaviano Buzi           | Partito Socialista Italiano    | Sindaco |      |
| 1964    | 1970      | Armando Serafini        | Democrazia Cristiana           | Sindaco |      |
| 1970    | 1975      | Fidardo Chiavarelli     | Democrazia Cristiana           | Sindaco |      |
| 1975    | 1995      | Gianfranco Palma        | Partito Comunista Italiano     | Sindaco |      |
| 1995    | 2004      | Attilio Mancini         | lista civica di centrosinistra | Sindaco |      |
| 2004    | 2009      | Gerardo Naddeo          | lista civica di centrodestra   | Sindaco |      |
| 2009    | 2019      | Luigi Buzi              | lista civica di centrosinistra | Sindaco |      |
| 2019    | 2024      | Attilio Mancini         | lista civica di centrosinistra | Sindaco |      |
| 2024    | in carica | Carlo Benedettucci      | lista civica di centrosinistra | Sindaco |      |

### Altre informazioni amministrative
Fa parte della Comunità Montana Alta Tuscia Laziale.